# Genlisea pallida
Genlisea pallida är en tätörtsväxtart som beskrevs av E. Fromm-trinta och P. Taylor. Genlisea pallida ingår i släktet Genlisea och familjen tätörtsväxter. Inga underarter finns listade i Catalogue of Life.